# アブデルハミド・サビリ
アブデルハミド・サビリ（アラビア語: عبد الحميد صابيري, Abdelhamid Sabiri, 1996年11月28日 - ）は、モロッコ・ゴウルミナ出身のサッカー選手。サウジ・プロ・リーグ・アル・タアーウンFC所属。モロッコ代表。ポジションはMF。

## クラブ経歴
2017年1月29日、2. ブンデスリーガの1.FCディナモ・ドレスデン戦で1.FCニュルンベルクにおけるトップチームデビューを記録する。
2017年8月23日、ハダースフィールド・タウンFCに移籍した。9月11日のウェストハム・ユナイテッドFCとの対戦でプレミアリーグ初出場を果たす。
2019年8月27日、SCパーダーボルン07と2年契約を結んだ。
2020年9月28日、アスコリ・カルチョ1898 FCに2年契約で移籍した。
2022年1月29日、UCサンプドリアに買取オプション付きのローン移籍で加入した。

## 代表経歴
2018年、21歳以下のドイツ代表に選ばれ5試合に出場していたが、2022年にA代表はモロッコ代表としてプレーしたいことを表明。その後、9月にチリ代表との試合でモロッコ代表としてA代表デビューを果たした。
2022年11月10日、カタールW杯に向けたメンバーの1人に選ばれた。第2戦のベルギー戦では、相手陣内深い位置からのFKでロマン・サイスのゴールをアシスト、PK戦にもつれ込んだベスト16のスペイン戦では1番手のキッカーとしてPKを決め、モロッコ史上初のベスト4進出に貢献した。

## 人物
モロッコで生まれたが、サビリが3歳の時、ドイツに移住したため、モロッコとドイツ両方の国籍を有している。

## 代表歴

### 出場大会
- モロッコ代表
  - 2022 FIFAワールドカップ

### 試合数
- 国際Aマッチ 11試合 4得点（2022年-）[8]

| モロッコ代表 | 国際Aマッチ | 国際Aマッチ |
| 年           | 出場        | 得点        |
| ------------ | ----------- | ----------- |
| 2022         | 7           | 2           |
| 2023         | 4           | 2           |
| 通算         | 11          | 4           |

## タイトル

### 勲章
- モロッコ国家勲章（英語版）: 2022[9]